# 沖縄剛柔流空手道協会
沖縄剛柔流空手道協会（おきなわごうじゅうりゅうからてどうきょうかい）は、剛柔流空手の会派の一つ。

## 概要
型は、撃砕第一、撃砕第二、サイファ、セイエンチン、シソーチン、サンセール、スーパーリンペイ等を行っている。組手はフルコンタクトで行っている。